# 157 Puppis
157 Puppis (l Puppis) é uma estrela na direção da Puppis. Possui uma ascensão reta de 07h 43m 48.47s e uma declinação de −28° 57′ 17.4″. Sua magnitude aparente é igual a 3.94. Sua magnitude absoluta é igual a . Pertence à classe espectral A2Iab.